# The Underdog (phim)
Underdog (tiếng Hàn: 언더독; Romaja: eondeodog) là một bộ phim hoạt hình Hàn Quốc kể về câu chuyện của những con chó bị bỏ rơi. Bộ phim do Lee Chun-baek và Oh Sung-yoon đạo diễn và vai chính được lồng tiếng bởi Do Kyung-soo, Park So-dam và Park Chul-min. Phim được công chiếu tại Hàn Quốc vào ngày 16 tháng 1 năm 2019.
Underdog được công chiếu ra mắt tại Liên hoan phim quốc tế Bucheon lần thứ 22 diễn ra vào tháng 7 năm 2018. Vé xe phim được bán ra hết sau 9 giây mở bán, lập kỷ lục phim ra mắt tại BIFAN có thời gian hết vé nhanh nhất. Phim cũng được chọn công chiếu tại Triều Tiên North Korea trong khuôn khổ chương trình giao lưu điện ảnh Hàn Quốc-Triều Tiên.

## Nội dung
Những con chó hoang bị bỏ rơi bởi con người tìm thấy 'một nơi không có con người' và nhận ra danh tính của chúng và ý nghĩa của tự do và tự khẳng định mình.

## Diễn viên
- Do Kyung-soo vai Moongchi[12]
- Park So-dam vai Bami[13]
- Park Chul-min vai Jjangah[14]
- Lee Jun-hyuk vai Thợ săn
- Jeon Sook-kyung vai Ari
- Yeon Ji-won vai Tari
- Kang Seok vai Gaeko
- Park Joong-geum vai Cari
- Tak Won-jung vai Bongji

## Sản xuất
Đạo diễn Oh Sung-yoon từng được biết đến qua phim hoạt hình Leafie, A Hen into the Wild.
Phim bấm máy từ tháng 1 năm 2016.

## Nhạc phim
| STT              | Tựa đề                                      | Lời                     | Nhạc             | Thể hiện                    |       |
| ---------------- | ------------------------------------------- | ----------------------- | ---------------- | --------------------------- | ----- |
| 1.               | "Abandoned Dog" (버려진 개)                 | Lee Ji-soo              | Lee Ji-soo       | Lee Ji-soo                  | 2:48  |
| 2.               | "Mungchi's Determination" (뭉치의 결심)     | Lee Ji-soo              | Lee Ji-soo       | Lee Ji-soo                  | 2:52  |
| 3.               | "Black Goat Farm" (흑염소 농장)             | Seo Ye-ji               | Seo Ye-ji        | - Lee Ji-soo - Seo Ye-ji    | 3:32  |
| 4.               | "Escape from the Cage" (개 공장에서의 탈출) | Lee Ji-soo              | Lee Ji-soo       | Lee Ji-soo                  | 4:22  |
| 5.               | "The Journey of Dogs I" (개들의 여정 I)     | Lee Ji-soo              | Lee Ji-soo       | Lee Ji-soo                  | 2:29  |
| 6.               | "Accident and Death" (자유로 사고)          | Lee Ji-soo              | Lee Ji-soo       | Lee Ji-soo                  | 2:49  |
| 7.               | "The Recollection of Bami" (밤이의 회상)    | Lee Ji-soo              | Lee Ji-soo       | Lee Ji-soo                  | 2:11  |
| 8.               | "Fighting with Hounds" (사냥개들과의 싸움)  | Kim Jin-hwan            | Kim Jin-hwan     | - Lee Ji-soo - Kim Jin-hwan | 3:49  |
| 9.               | "Escape from the Fire" (불 속에서의 탈출)   | Lee Ji-soo              | Lee Ji-soo       | Lee Ji-soo                  | 2:28  |
| 10.              | "The Journey of Dogs II" (개들의 여정 II)   | Lee Ji-soo              | Lee Ji-soo       | Lee Ji-soo                  | 3:43  |
| 11.              | "Hunter's Chase" (사냥꾼의 추격)            | Lee Ji-soo              | Lee Ji-soo       | Lee Ji-soo                  | 4:38  |
| 12.              | "Finally We Arrive There" (마침내 그곳으로) | Lee Ji-soo              | Lee Ji-soo       | Lee Ji-soo                  | 1:48  |
| 13.              | "Cross the 'DMZ'" ('DMZ'를 넘어)            | Lee Ji-soo              | Lee Ji-soo       | Lee Ji-soo                  | 3:55  |
| 14.              | "Dreaming Place" (꿈꾸는 그곳)              | - 17Holic - Jang So-hee | Lee Ji-soo       | Kim So-hee                  | 3:50  |
| 15.              | "Dreaming Place" (꿈꾸는 그곳) (Inst.)      |                         | Lee Ji-soo       |                             | 3:47  |
| Tổng thời lượng: | Tổng thời lượng:                            | Tổng thời lượng:        | Tổng thời lượng: | Tổng thời lượng:            | 49:01 |